# Espato

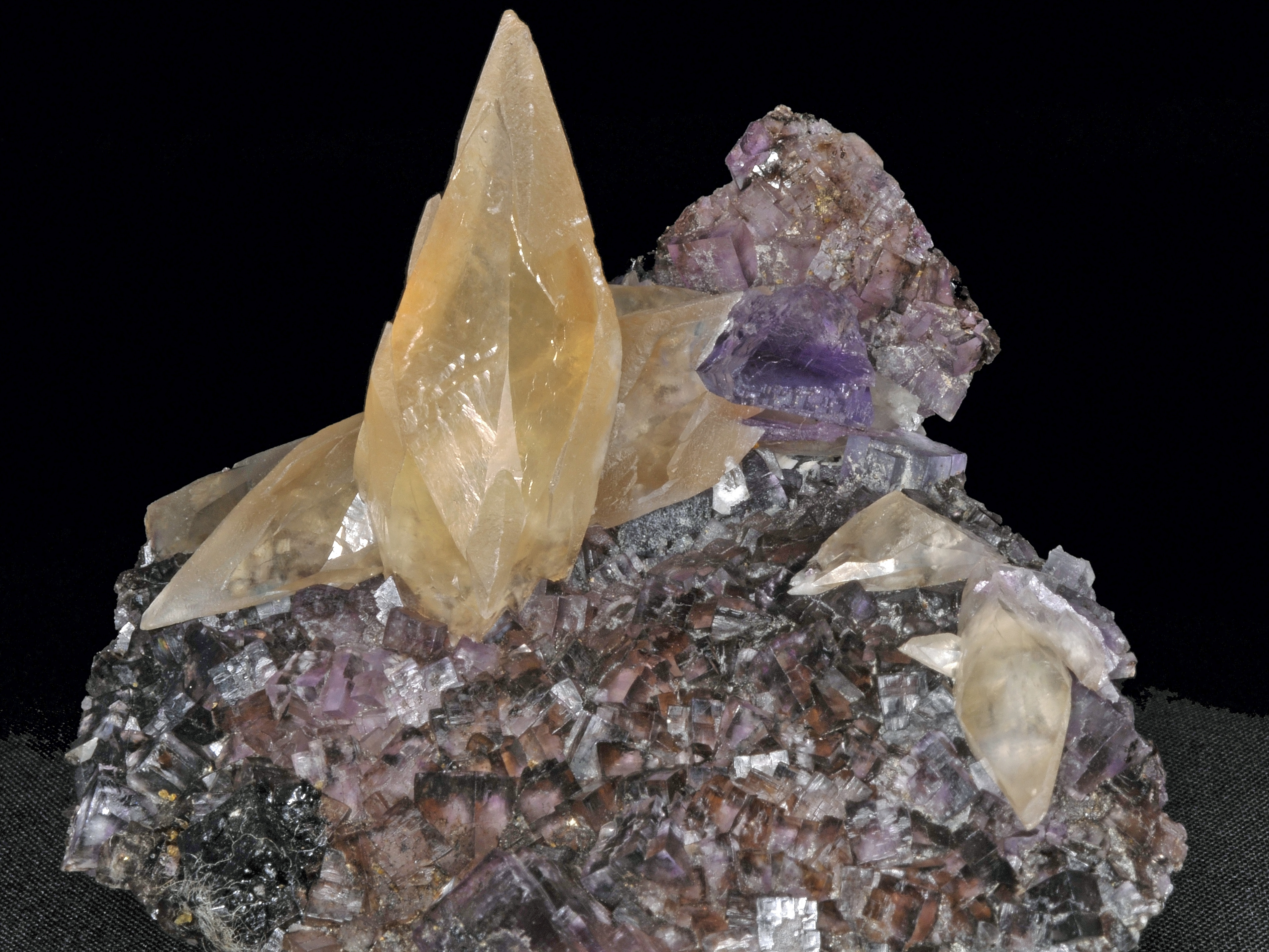
Calcita, flúor.

Un espato es cualquier mineral de estructura laminar y por ello fácilmente exfoliable.
Se aplica en especial a los lapídeos, minerales de brillo vítreo que forman la ganga de los minerales metalíferos. Así, por ejemplo, el espato calizo es una variedad de caliza, el espato flúor es la fluorita y el espato pesado la baritina. El más conocido es el espato de Islandia, una variedad de calcita incolora y transparente que presenta una muy marcada birrefringencia y se utiliza para los prismas de los microscopios polarizantes.